# K-corte mínimo
Em matemática, o k-corte mínimo é o problema de otimização combinatória que requer encontrar um conjunto de arestas cuja remoção dessas arestas iria particionar o grafo em k componentes conexos. Essas arestas são chamadas de k-corte. O objetivo é encontrar o k-corte de peso mínimo. Esse particionamento pode ter aplicações em design VLSI, mineração de dados, elementos finitos e comunicação em computação paralela.

## Definição formal
Dado um grafo não direcionado G = (V, E) com atribuição de pesos nas arestas w: E → N e um inteiro k ∈ {2, 3, …, |V|}, particione V em k conjuntos disjuntos F = {C1, C2, …, Ck} enquanto minimizando
{\displaystyle \sum _{i=1}^{k-1}\sum _{j=i+1}^{k}\sum _{\begin{smallmatrix}v_{1}\in C_{i}\\v_{2}\in C_{j}\end{smallmatrix}}w(\left\{v_{1},v_{2}\right\})}
Para um k fixo, esse problema é solúvel em tempo polinomial de O(|V|k2). No entanto, o problema é NP-completo se k for parte da entrada. Também é NP-completo se especificarmos {\displaystyle k} vértices e pedirmos para o k-corte mínimo que separa esses vértices entre cada um dos conjuntos.

## Notes
1. ↑  Goldschmidt & Hochbaum 1988.
2. ↑  Garey & Johnson 1979
3. ↑  , which cites